# BMW M54

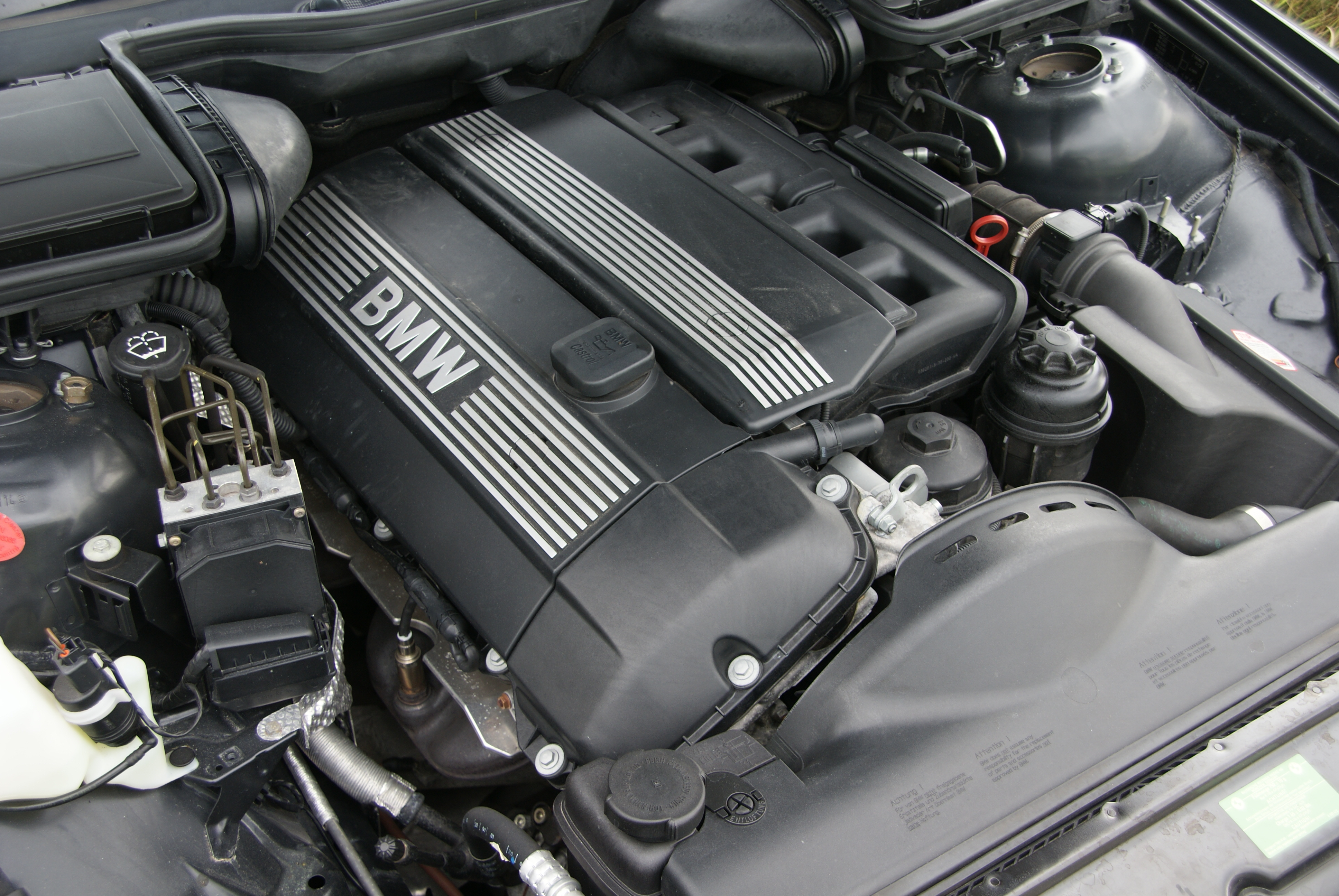
BMW M54型引擎

BMW M54系列引擎是德國BMW公司生產的一系列自然進氣雙頂置凸輪軸直列六缸汽油引擎，作為M52系列引擎的換代。相比M52系列，M54的升級之處為全鋁缸體和全鋁汽缸蓋，僅汽缸內襯為鋼製。和M52類似，M54亦採用可变气门正时技術（即雙VANOS技術）。生產年代為2000-2006年，配備BMW 3系列E46型各型號，以及寶馬5系列，Z3，Z4，X3，X5部分車型。和前代M52不同的是，M54並未在盛產期內進行技術升級，故沒有TU改型（Technique update，即技術升級）。
E46型BMW M3裝備S54系列引擎雖然和M54同步生產，但其實際上是S50B32引擎的發展版本，技術來源則是舊式的BMW M50系列，和M54多有不同，其缸體仍用鑄鐵製造。

## 基本系列型號
| 型號     | 排氣量                | 最高功率                    | 最大扭矩                    | 紅線轉速 | 缸徑             | 衝程               | 壓縮比  | 投產年代 |
| -------- | --------------------- | --------------------------- | --------------------------- | -------- | ---------------- | ------------------ | ------- | -------- |
| M54B22   | 2,171 cc（132 cu in） | 125 kW（168 hp） @ 6100 rpm | 210 N·m（155 lb·ft） @ 3500 | 6500     | 80 mm（3.1英寸） | 72 mm（2.8英寸）   | 10.8：1 | 2000     |
| M54B25   | 2,494 cc（152 cu in） | 141 kW（189 hp） @ 6000 rpm | 237 N·m（175 lb·ft） @ 3500 | 6500     | 84 mm（3.3英寸） | 75 mm（3.0英寸）   | 10.5：1 | 2000     |
| M54B30   | 2,979 cc（182 cu in） | 170 kW（228 hp） @ 5900 rpm | 300 N·m（221 lb·ft） @ 3500 | 6500     | 84 mm（3.3英寸） | 89.6 mm（3.5英寸） | 10.2：1 | 2000     |
| S54B32EU | 3,246 cc（198 cu in） | 256 kW（343 hp） @ 7900 rpm | 365 N·m（269 lb·ft） @ 4900 | 8000     | 87 mm（3.4英寸） | 91 mm（3.6英寸）   | 11.5：1 | 2001     |
| S54B32US | 3,246 cc（198 cu in） | 248 kW（333 hp） @ 7900 rpm | 355 N·m（262 lb·ft） @ 4900 | 8000     | 87 mm（3.4英寸） | 91 mm（3.6英寸）   | 11.5：1 | 2001     |

### M54B22
M54B22型引擎排氣量為 2,171 cc（132 cu in） 在6100rpm下可以產生 125 kW（168 hp） 的功率，其最大扭矩為3500rpm時210 N·m（150 lb·ft） 。
裝備車型
- 2001-2006 E46型 320i/320Ci
- 2001-2003 E39型 520i
- 2001-2002 Z3 2.2i
- 2003-2005 E85型 Z4 2.2i
- 2003-2005 E60/E61型 520i

### M54B25
M54B25是M54B22的拓缸版本，其排量為 2,494 cc（152 cu in），缸徑為84 mm（3.3英寸），衝程為75 mm（3.0英寸）。最大功率為6000rpm時143 kW（192 hp），最大扭矩為3500rpm時 237 N·m（175 lb·ft）。
裝備車型：
- 2001-2002 E36/7型 Z3 2.5i
- 2001-2005 E46型 325i/325xi
- 2001-2006 E46型 325Ci（雙門硬頂及敞篷版）
- 2001-2004 E46型 325ti（兩廂緊湊型）
- 2001-2004 E39型 525i
- 2003-2005 E60/E61型 525i/525xi
- 2004-2006 E83型 X3 2.5i
- 2004-2006 E85型 Z4 2.5i

### M54B30
M54B30為M54基本系列的最高版本。相比B25型，B30型衝程增加到89.6 mm（3.5英寸），其排量相應增加到2,979 cc（182 cu in）。最大功率為5900rpm下170 kW（230 hp），最大扭矩則高達300牛頓·（220英磅·英尺）（3500rpm）。BMW公司在北美為該發動機提供原廠升級套件（ZHP M-Performance升級套件一部分），更換特殊設計的曲軸和電腦控制程序，使最大功率和最高扭矩分別達到 175 kW（235 hp）和301牛頓·（222英磅·英尺）（相應最佳轉速保持不變），紅線區轉速下限則放寬到6800rpm（加拿大型車仍保持6500rpm紅線區儀表讀數）。
該型引擎在2001-2003年被列入華德十大最佳汽車引擎。
裝備車型：
- 2000-2005 E46 330i/330xi
- 2000-2006 E46 330Ci（雙門硬頂及敞篷版）
- 2000-2003 E39 530i
- 2000-2002 E36 Z3 3.0i
- 2003-2005 E60 530i
- 2003-2005 E85 Z4 3.0i
- 2004-2006 E83 X3 3.0i
- 2001-2006 E53 X5 3.0i
- 2003-2006 E60 530i

## S54系列型號

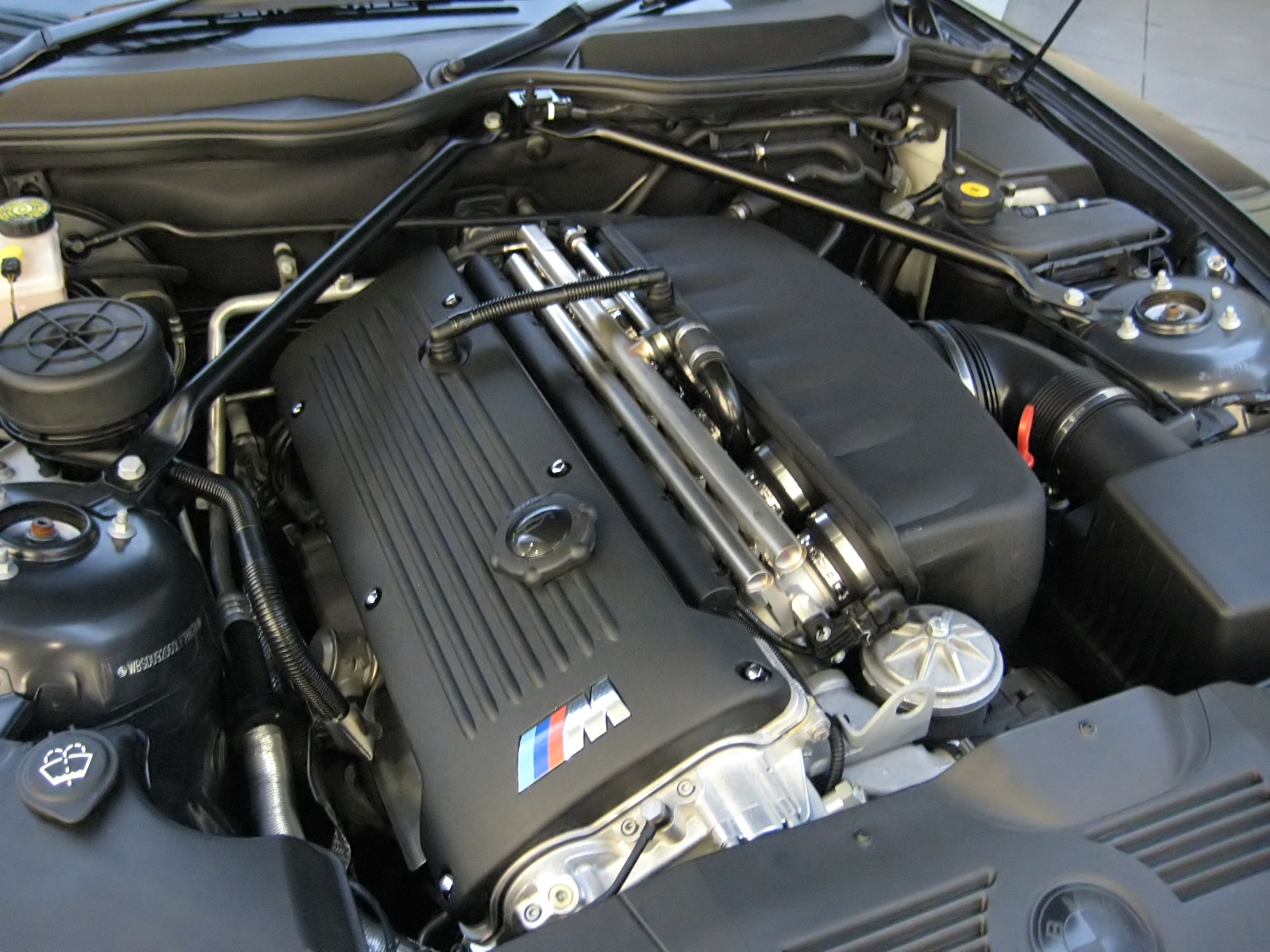
BMW S54型引擎

S54引擎雖然和M54引擎名字相似，但由M部門研發，技術上則由M50發動機的高性能版S50B32獨立發展而來。其缸體仍為鑄鐵，相比S50主要的升級有：
- 缸徑從86.4mm增加到87mm，排氣量上升至3,246 cc （原為3,201 cc）
- 新型鍛軋鋼材製造的曲軸，強度更高
- 高壓雙VANOS系統（連續可變正時氣門），高轉速時引擎效率更高
- 壓縮比從11.3：1上升到11.5：1
- 引擎管理軟體為 MSS 54（BMW/西門子）
- 拇指形氣門搖臂以減輕摩擦
- 單片式鋁製機頭
- 吸油式機油泵浦，以在高速轉彎離心力下有效工作

### S54B32
裝備車型
- 2001-2006 E46型 M3 （除北美外） 252 kW（338 hp；343 PS）， 365 N·m（269 lb·ft）
- 2001-2006 E46型 M3 （北美市場） 248 kW（333 hp；337 PS）， 355 N·m（262 lb·ft）
- 2001-2002 Z3 M Coupé / Roadster （除北美外） 239 kW（325 PS）， 354 N·m（261 lb·ft）
- 2001-2002 Z3 M Coupé / Roadster （北美市場） 235 kW（315 hp）， 341 N·m（252 lb·ft）
- 2002-2011 威兹曼汽車 Roadster MF3型[8]256 kW（348 PS）， 365 N·m（269 lb·ft）
- 2004 E46型 M3 CSL 265 kW（360 PS）， 370 N·m（270 lb·ft）
- 2006-2008 E85 Z4 M Roadster / E86 Z4 M Coupe （除北美外） 252 kW（343 PS）， 365 N·m（269 lb·ft）
- 2006-2008 E85 Z4 M Roadster / E86 Z4 M Coupe （北美市場） 246 kW（330 hp）， 355 N·m（262 lb·ft）

### S54B32HP
S54B32HP為供應E46型M3 CSL的專用發動機，在S54B32進行小改而來。改動包括使用碳纖維高流量空氣過濾器，微調了氣門和曲軸正時，行車電腦DME（數字式引擎電子模塊）用MAP感應器代替標準版M3用的MAF感應器。其進氣管和排氣管亦重新設計，相比標準版M3減少了彎曲度，而排氣管則採用削薄的構造以減輕重量，使得其相對標準S54B32功率更大，重量更輕，油門響應速度更快。